# 周觀政
周觀政，江浙行省紹興路山陰縣（今浙江绍兴）人，明朝政治人物。
其因举荐为九江教授，后升任監察御史，曾经负责监管奉天門。当时有中使带女子进入，周觀政阻止。中使说有命令，周觀政仍然不听。中使后不悦进入，随后出来通报说，“御史请回，女乐已经罢免不再用了。”周觀政又拒绝道：“一定要当面接受圣旨。”之后朱元璋出宫，对之说：“因为宫中音乐缺乏，我希望内宫人能够学习。现在我已经悔过，你所言极是。”其左右无不惊讶。之后周觀政官至江西按察使。